# Dysthaeta incerta
Dysthaeta incerta là một loài bọ cánh cứng trong họ Cerambycidae.